# Pachyphyllum tortuosum
Pachyphyllum tortuosum är en orkidéart som beskrevs av Ernesto Foldats. Pachyphyllum tortuosum ingår i släktet Pachyphyllum och familjen orkidéer. Inga underarter finns listade i Catalogue of Life.